# River Garry (vattendrag i Storbritannien, Perth and Kinross)
River Garry är ett vattendrag i Storbritannien. Det ligger i kommunen Perth and Kinross och riksdelen Skottland.